# Basket Cavezzo
Le Basket Cavezzo est un club italien féminin de basket-ball appartenant à la Serie B, la 2e division du championnat italien. Le club est basé dans la ville de Cavezzo, dans la province de Modène en Émilie-Romagne.

## Noms successifs
- Depuis 2006 : Basket Cavezzo
- Avant 2006 : Acetum Basket Cavezzo

## Entraîneurs successifs
- Depuis ? :  Claudio Carretti